# Solva basiflava
Solva basiflava är en tvåvingeart som beskrevs av Yang och Akira Nagatomi 1993. Solva basiflava ingår i släktet Solva och familjen lövträdsflugor.
Artens utbredningsområde är Yunnan (Kina). Inga underarter finns listade i Catalogue of Life.